# Ansfelden
Ansfelden osztrák város Felső-Ausztria ában. Lakossága 2020-ban 17 092 fő volt.

## Fekvése

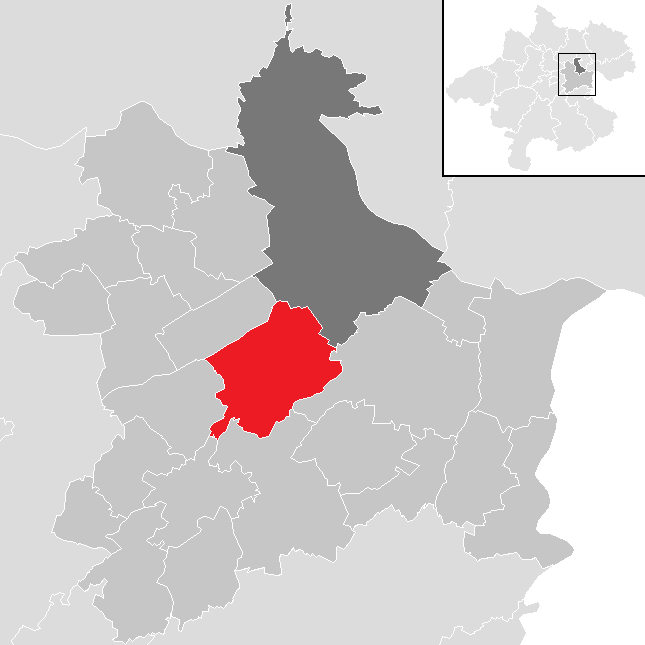
Ansfelden a Linzvidéki járásban

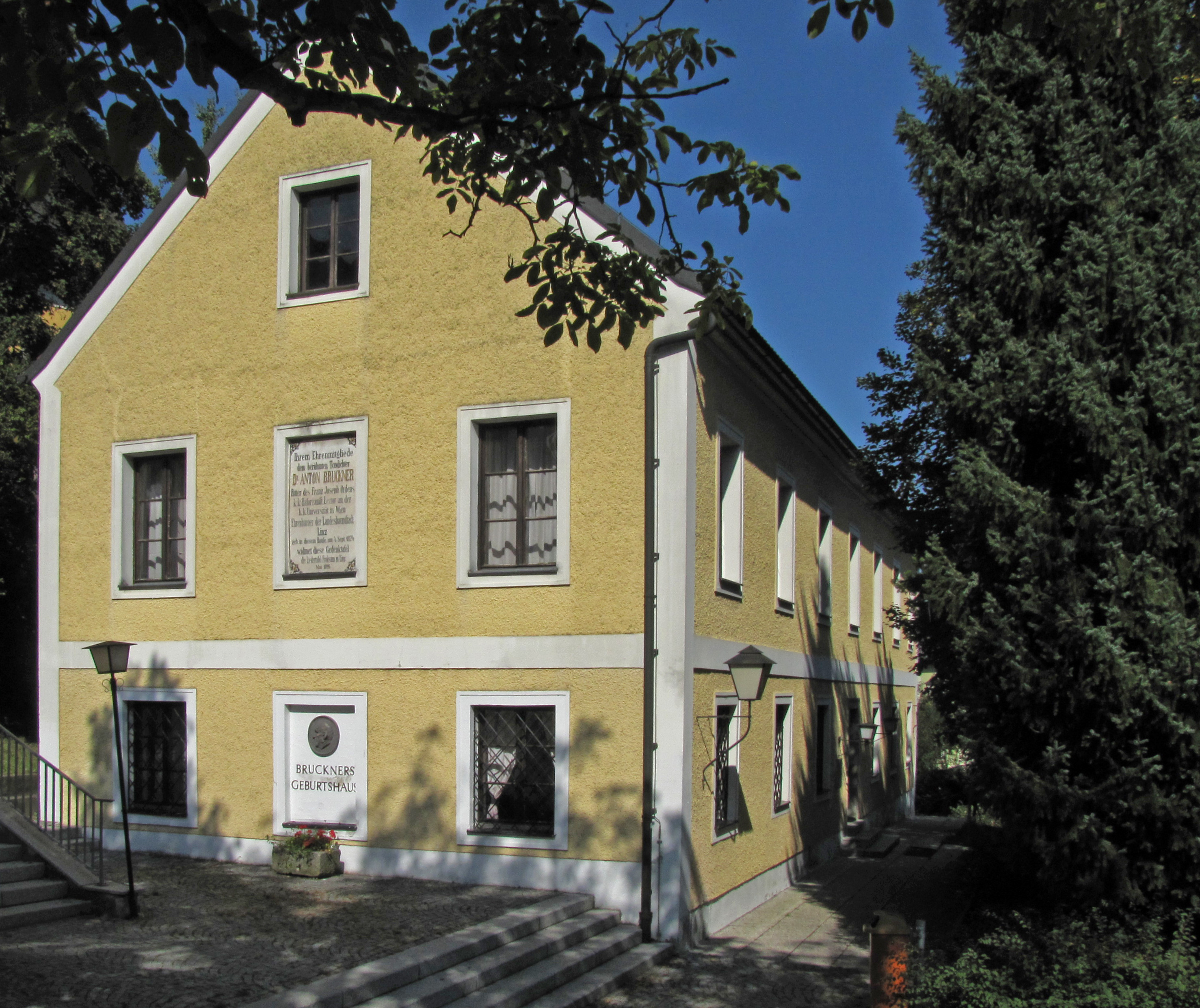
Anton Bruckner szülőháza

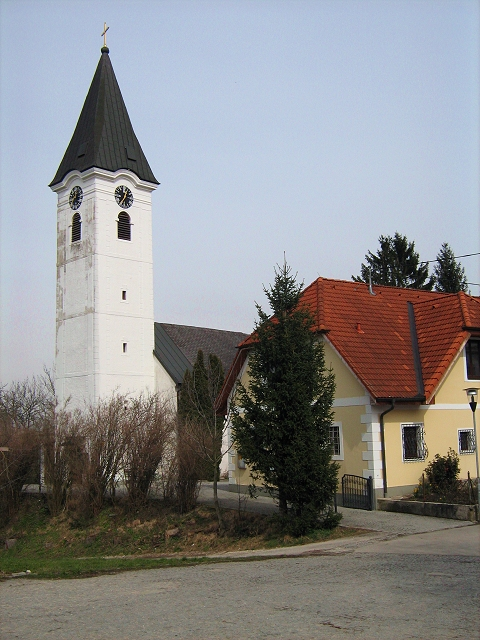
A kremsdorfi Szt. Vitus-templom

Ansfelden a tartomány Traunviertel régiójában fekszik közvetlenül Linz mellett, a Krems folyó mentén. Északnyugati határát a Traun folyó alkotja. Legmagasabb pontja a 373 méteres Zirnberg.  Az önkormányzat 14 településrészt és falut egyesít: Ansfelden (2041 lakos 2020-ban), Audorf (1112), Berg (149), Fleckendorf (143), Freindorf (2277), Fürhappen (389), Grabwinkel (50), Haid (8091), Kremsdorf (1410), Moos (171), Nettingsdorf (320), Rapperswinkel (825), Vordermayrberg (49) és Weißenberg (65).
A környező önkormányzatok: északkeleten Linz, keleten Sankt Florian, délen Sankt Marien, délnyugaton Neuhofen an der Krems, nyugaton Pucking, északnyugaton Traun. 

## Története
Ansfeldent először 788/91-ben a Salzburgi egyházmegye birtokait felsoroló Notitia Arnonis'-ban említik először Albinsvelt néven. Az Ansfelden az Albinsvelt és Alpunesfeld nevek összevonásából származik.
A Bajor Hercegség keleti határán fekvő település 1156-tól az akkor létrejövő Osztrák Hercegséghez került. 1490-től a főhercegségben a Felső-Ennsi Ausztriához (Österreich ob der Enns) csatolták. A napóleoni háborúkban többször is ellenséges megszállás alá került.
1918 után Felső-Ausztria tartomány része. Az 1938-as Anschluss után a Gau Oberdonauhoz tartozott, a második világháború után pedig az amerikai megszállási zónába került. Az amerikaiak a Haid körzetben a meglévő fogolytábort menekülttáborrá alakították át, ahol a keletről menekülőket, mintegy 10 ezer embert helyezték el. Sokan hosszabb időre itt maradtak és miután megfelelő infrastruktúrával látták el, Haid Ansfelden városrészévé vált.
Ansfelden 1986-ban címert, 1988-ban pedig városi státuszt kapott.
2002-ben a Duna áradása során egy gátszakadás miatt Kremsdorf másfél méteres víz alá került.

## Lakosság
Az ansfeldeni önkormányzat területén 2020 januárjában 17 092 fő élt. A lakosságszám 1961 óta a Linzből kiköltözők miatt dinamikusan növekszik, azóta több mint kétszeresére duzzadt. 2018-ban a helybeliek 76,6%-a volt osztrák állampolgár; a külföldiek közül 1,5% a régi (2004 előtti), 8,8% az új EU-tagállamokból érkezett. 8,7% a volt Jugoszlávia (Szlovénia és Horvátország nélkül) vagy Törökország, 4,4% egyéb országok polgára volt. 2001-ben a lakosok 66,5%-a római katolikusnak, 5,4% evangélikusnak, 2% ortodoxnak, 10% mohamedánnak, 14% pedig felekezeten kívülinek vallotta magát. Ugyanekkor a nagyobb nemzetiségi csoportokat a német (83,5%) mellett a törökök (4,9%), a horvátok (3,2%), a szerbek (2,3%), a bosnyákok (1,2%) és a magyarok (1%, 148 fő) alkották. 
A népesség változása:

| 2016 | 16 043 |
| 2018 | 16 194 |

## Látnivalók
- Anton Bruckner zeneszerző szülőháza
- Anton Bruckner Centrum (ABC). A zeneszerző halálának századik évfordulóján megnyitott kultúrház és múzeum
- a Szt. Bálint-plébániatemplom
- a kremsdorfi Szt. Vitus-plébániatemplom
- az 1964-ben épült haidi ún. "autópályatemplom"

## Híres ansfeldeniek
- Anton Bruckner (1824–1896), zeneszerző, orgonista

## Testvérvárosok
- Condega, Nicaragua

## Fordítás
- Ez a szócikk részben vagy egészben  az   Ansfelden című német Wikipédia-szócikk ezen változatának fordításán alapul.  Az eredeti cikk szerkesztőit annak laptörténete sorolja fel. Ez a jelzés csupán a megfogalmazás eredetét és a szerzői jogokat jelzi, nem szolgál a cikkben szereplő információk forrásmegjelöléseként.